# チームH 「博多レジェンド」
『チームH「博多レジェンド」』（チームエイチ はかたレジェンド）は、HKT48チームHの公演である。

## 概要
HKT48チームHの2つ目の公演であり、2013年3月1日から2014年4月17日まで行われていた。公演の形式としては、2012年11月から2014年4月までAKB48が行っていた「ウェイティング公演」と同じ（そのために「チームH 2nd Stage ～」などといった前置文は振られていない）。セットリストはメンバー自身が考案したもので、「スキ!スキ!スキップ!」、「HKT48」といったHKT48のオリジナルソングとAKB48の公演曲、シングル曲で構成されている。また、せりとなる花道ステージや、中央に回転するせりを持つ張り出し舞台（でべそ）など、HKT48劇場の特性を生かした演出も行われた。

## 公演内容

### 曲目
1. overture（HKT48 ver.）
（作編曲：尾澤拓実、歌：TAZ）
全HKT48公演共通である。
2. HKT48
（作詞：秋元康、作曲：渡辺未来、編曲：高梨康治）
3. 君のことが好きやけん（「君のことが好きだから」博多弁ver.）
（作詞：秋元康、作曲：織田哲郎、編曲：野中“まさ”雄一）
4. ボーイフレンドの作り方
（作詞：秋元康、作曲：Rie、編曲：百石元）
5. 初恋バタフライ
（作詞：秋元康、作曲：杉山勝彦、編曲：生田真心）
6. ガラスのI LOVE YOU
（作詞：秋元康、作曲：太田美知彦、編曲：Blu）
7. 制服レジスタンス
（作詞：秋元康、作曲：伊藤心太郎、編曲：百石元）
8. ハート型ウイルス
（作詞：秋元康、作編曲：井上ヨシマサ）
9. てもでもの涙 （2013年3月1日 - 10月30日）
（作詞：秋元康、作曲：寺畑早知子、編曲：田口智則・稲留春雄）

  - 禁じられた2人 （2013年11月7日 - 2014年4月17日）
（作詞：秋元康、作曲：イトウミホコ、編曲：景家淳）
10. 天国野郎
（作詞：秋元康、作編曲：後藤次利）
11. 制服のバンビ
（作詞：秋元康、作曲：若田部誠、編曲：野中“まさ”雄一）
12. 遠距離ポスター
（作詞：秋元康、作曲：小川コータ、編曲：野中“まさ”雄一）
13. Two years later
（作詞：秋元康、作曲：宮島律子、編曲：市川裕一）
14. 回遊魚のキャパシティ
（作詞：秋元康、作曲：Gajin、編曲：市川裕一）
15. シャムネコ
（作詞：秋元康、作曲：渡辺拓也、編曲：野中“まさ”雄一）
16. 大声ダイヤモンド
（作詞：秋元康、作曲・編曲：井上ヨシマサ）
17. 未来の扉
（作詞：秋元康、作曲：太田美知彦、編曲：藤田哲也）

アンコール
1. 会いたかった
（作詞：秋元康、作曲：BOUNCEBACK、編曲：田口智則・稲留春雄）
2. お願いヴァレンティヌ
（作詞：秋元康、作曲：小川コータ、編曲：生田真心）
3. スキ!スキ!スキップ!
（作詞：秋元康、作曲：小林祐介、編曲：武藤星児）
4. 白いシャツ
（作詞：秋元康、作曲・編曲：上田晃司）

### 演出
「ボーイフレンドの作り方」では、間奏で出演メンバーから2人が 「恋は◯◯だと思います」とお互いに主張する。ユニット曲に関しては、「天国野郎」でユニットのメンバー4人がコスプレを披露し（8人のバックダンサーも同様）、間奏でメンバーの一人が自身の野望をアピールする。「てもでもの涙」→「禁じられた2人」ではセリが上がる演出があり、「制服のバンビ」では中央のでべそが回る演出がある。

## HKT48 チームH「博多レジェンド」公演
- 公演期間
  - 2013年3月1日[2] - 2014年4月17日[4] 合計110回
  - 2013年4月5日の公演については、AKB48劇場で出張公演。
  - 2014年1月16日には、渋谷のAiiAシアタートーキョーで特別公演。ただし 一部ユニット曲を以前の公演のものに入れ替え[5][6]。
- 出演メンバー
穴井千尋・植木南央・多田愛佳・熊沢世莉奈・兒玉遥・指原莉乃・下野由貴・田中菜津美・中西智代梨・松岡菜摘・宮脇咲良・村重杏奈・本村碧唯・森保まどか・若田部遥・サポートメンバー（研究生）[注 1]
  - サポートメンバー以外の上記メンバーで欠員があった場合は、代役でHKT48研究生が出演。
- ユニット曲担当 
  - ガラスのI LOVE YOU（兒玉・宮脇・本村・植木）
  - 制服レジスタンス（指原・熊沢・田中）
  - ハート型ウイルス（多田・穴井・若田部）
  - てもでもの涙 → 禁じられた2人[注 2]（松岡・森保）
  - 天国野郎（村重・中西・下野・サポートメンバー）
  - 制服のバンビ（指原・兒玉・宮脇）
  - 遠距離ポスター（穴井・多田・松岡・森保・本村・植木・若田部）

## 劇場公演DVD

### チームH「博多レジェンド」公演（DVD）
- 収録メンバー
穴井千尋、植木南央、多田愛佳、熊沢世莉奈、兒玉遥、指原莉乃、下野由貴、田中菜津美、中西智代梨、松岡菜摘、宮脇咲良、村重杏奈、本村碧唯、森保まどか、若田部遥、岡田栞奈（研究生）
- 収録曲
  1. overture（HKT48 ver.）
  2. HKT48
  3. 君のことが好きやけん
  4. ボーイフレンドの作り方
  5. 初恋バタフライ
  6. ガラスのI LOVE YOU（歌：兒玉・宮脇・本村・植木）
  7. 制服レジスタンス（歌：指原・熊沢・田中）
  8. ハート型ウイルス（歌：多田・穴井・若田部）
  9. 禁じられた2人（歌：松岡・森保）
  10. 天国野郎（歌：村重・中西・下野・岡田）
  11. 制服のバンビ（歌：指原・兒玉・宮脇）
  12. 遠距離ポスター（歌：穴井・多田・松岡・森保・本村・植木・若田部）
  13. Two years later
  14. 回遊魚のキャパシティ
  15. シャムネコ
  16. 大声ダイヤモンド
  17. 未来の扉
  18. 会いたかった
  19. スキ!スキ!スキップ!
  20. メロンジュース
  21. 白いシャツ

## セルフカバーなど
- 君のことが好きやけん（HKT48 3rdシングル・カップリング）[注 3]